# Макарчук Артем Євгенович
Артем Євгенович Макарчук (рос. Артём Евгеньевич Макарчук, нар. 9 листопада 1995, Свєтлий, Росія) — російський футболіст, фланговий захисник клубу «Сочі» та національної збірної Росії.

## Ігрова кар'єра

### Клубна
Артем Макарчук є вихованцем футбольної академії у Калінінградській області. У 2015 році футболіст приєднався до клубу «Балтика», у складі якого виступав у ФНЛ.
Влітку 2017 року Макарчук відправився на інший край Росії - до складу «Проміня» з Владивостока. Де грав сезон. Після цього футболіст ще один сезон провів у воронезькому «Факелі». Влітку 2019 року Макарчук повернувся до «Балтики», з якою грав три наступні сезони у Першій лізі.
У лютому 2022 року Артем Макарчук підписав контракт з клубом «Сочі». 7 березня він дебютував у турнірі РПЛ.

### Збірна
У вересні 2022 року у товариському матчі проти команди Киргизстану Артем Макарчук дебютував у національній збірній Росії.